# Gastroptychus
Gastroptychus är ett släkte av kräftdjur. Gastroptychus ingår i familjen Chirostylidae.
Kladogram enligt Catalogue of Life:
| Gastroptychus | \| \| Gastroptychus formosus \| \| \| \| \| \| Gastroptychus hawaiiensis \| \| \| \| \| \| Gastroptychus iaspis \| \| \| \| \| \| Gastroptychus perarmatus \| \| \| \| \| \| Gastroptychus spinifer \| \| \| \| |
|               | \| \| Gastroptychus formosus \| \| \| \| \| \| Gastroptychus hawaiiensis \| \| \| \| \| \| Gastroptychus iaspis \| \| \| \| \| \| Gastroptychus perarmatus \| \| \| \| \| \| Gastroptychus spinifer \| \| \| \| |
|               | Eumunida |
|               | |
|               | Pseudomunida |
|               | |
|               | Uroptychus |
|               | |
|               | Gastroptychus formosus |
|               | |
|               | Gastroptychus hawaiiensis |
|               | |
|               | Gastroptychus iaspis |
|               | |
|               | Gastroptychus perarmatus |
|               | |
|               | Gastroptychus spinifer |
|               | |

|  | Gastroptychus formosus    |
|  |                           |
|  | Gastroptychus hawaiiensis |
|  |                           |
|  | Gastroptychus iaspis      |
|  |                           |
|  | Gastroptychus perarmatus  |
|  |                           |
|  | Gastroptychus spinifer    |
|  |                           |